# Zamilapark

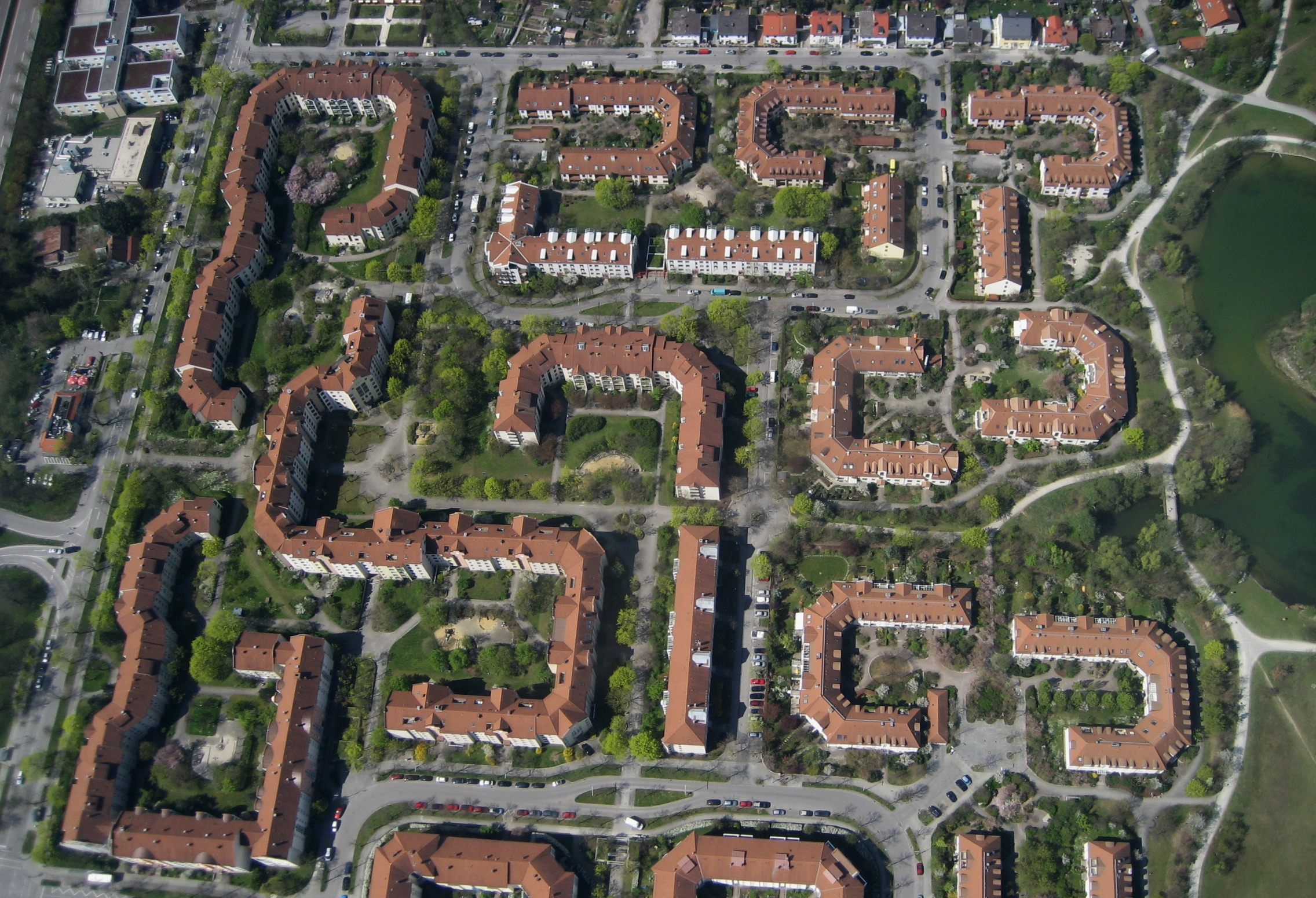
Luftbild des Zamilaparks

Der Zamilapark ist eine Siedlung im Münchener Stadtteil Zamdorf.

## Lage
Der Zamilapark liegt nördlich der Eggenfeldener Straße und zwischen der Lüderitzstraße und der Bahnstrecke München Ost–München Flughafen. Nördlich der Siedlung liegt eine Parkanlage, die den dritten und östlichen Abschnitt des Denninger Angers bildet. Sie wird gelegentlich auch selber als Zamilapark bezeichnet. Westlich des Zamilaparks liegt jenseits der Lüderitzstraße die Kolonialsiedlung.
Die Siedlung hat in Nord-Süd-Richtung eine Ausdehnung von etwa 330 m, in Ost-West-Richtung von etwa 450 m. Die Gesamtfläche beträgt etwa 13 ha.

## Name
Namensgebend für die Siedlung war die bereits seit 1956 bestehende Zamilastraße.
Während der Name des Stadtteils Zamdorf von dem Männernamen Zamo abstammt, ist Zamila ein Frauenname, der wie Zamo von zam = zahm, mild abgeleitet ist.

## Geschichte
Der Zamilapark wurde von 1983 bis 1991 von der Bayerischen Hausbau Josef Schörghubers errichtet, die Architekten waren Bernd Obersteiner und Architekturbüro Wiegelt & Partner München. Um den Erwerb der ehemals städtischen Grundstücke durch Schörghuber gab es unter dem Stichwort „Baulandgeschenk“ Diskussionen, die ihren Niederschlag in der Presse fanden.
Anschließend erfolgte bis 1993 der Ausbau des nördlich der Siedlung gelegenen Ostteils des Denninger Angers mit See, Wiesen, einem geologischen Garten und einer Sportanlage.

## Beschreibung

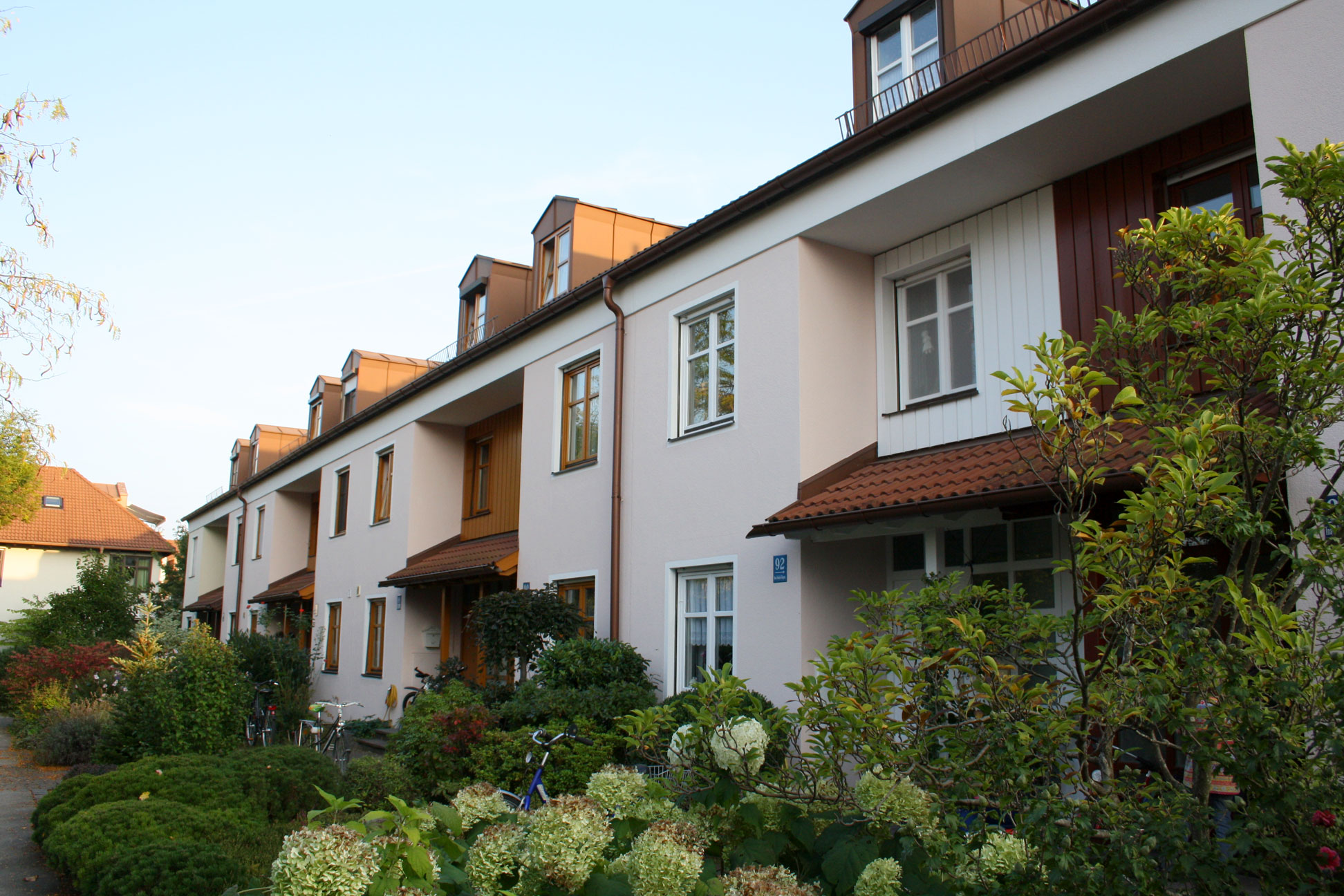
Häuserreihe im Zamilapark

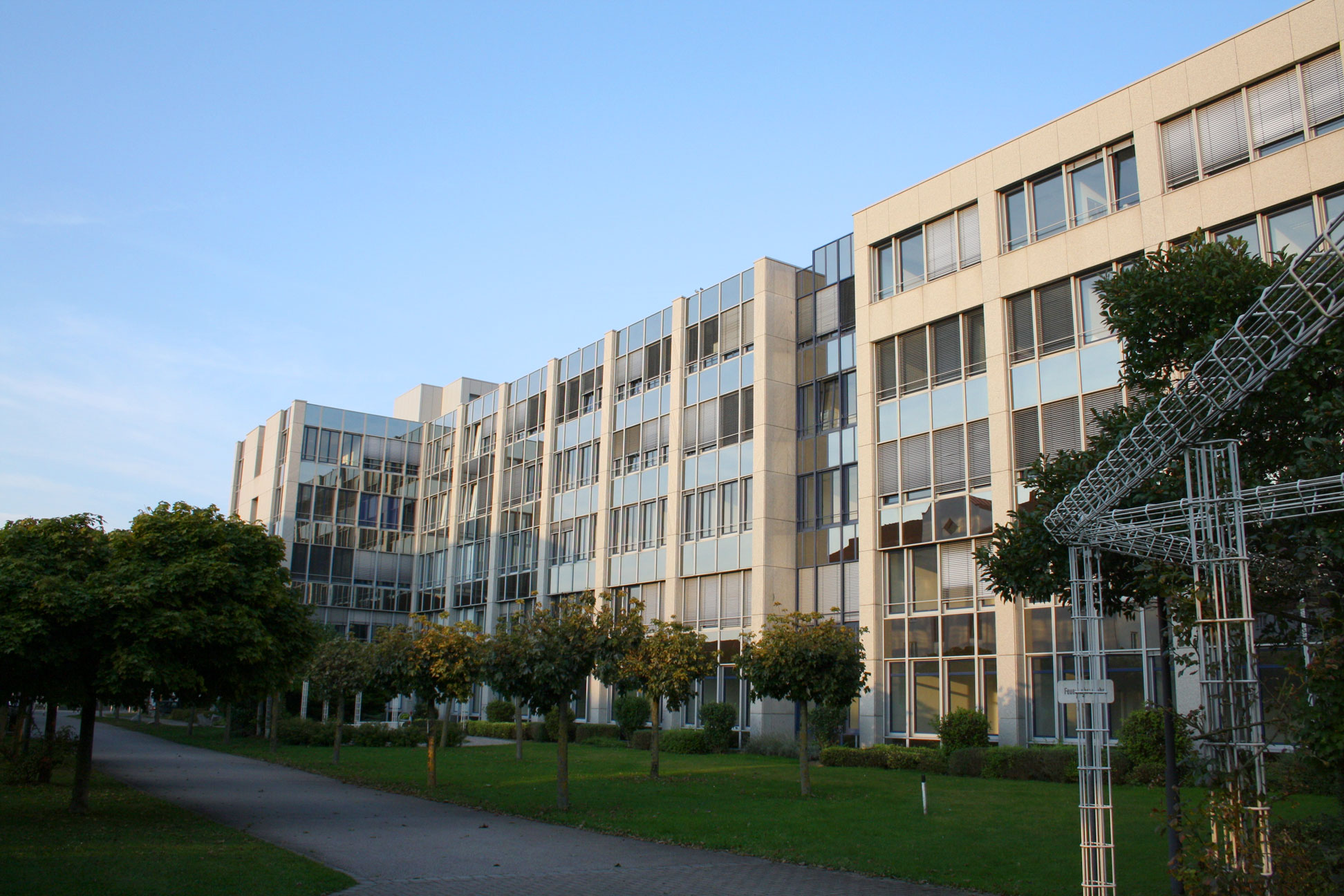
Bürogebäude im Zamilapark

Der Zamilapark besteht im Westen aus zwei- bis viergeschossigen Wohnhäusern, die hufeisen- oder S-förmig um begrünte Innenhöfe angeordnet sind. Insgesamt gibt es hier etwa 1200 Etagenwohnungen. Auch die Straßenzüge sind begrünt, so dass die Siedlung einen parkartigen Charakter hat, was auch in ihrem Namen zum Ausdruck kommt.
Im Ostteil entlang der Bahnstrecke liegen Bürogebäude, die für etwa 2000 Angestellte dienen. Dort gibt es auch ein Ladenzentrum mit Supermarkt, Bistro, Gaststätte und Arztpraxen.